# Manulea leptosiphon
Manulea leptosiphon är en flenörtsväxtart som beskrevs av Thellung. Manulea leptosiphon ingår i släktet Manulea och familjen flenörtsväxter. Inga underarter finns listade i Catalogue of Life.